# Gadarife (estado)
Gadarife ou Gadarefe (Al Qadarif em árabe) é um dos vinte seis estados do Sudão. Tem uma área de 75.263 km² e uma população de aproximadamente 1.843.000 habitantes (estimativa de 2007). A cidade de Al Qadarif é a capital do estado. 

## Distritos
O estado de Gadarife tem cinco distritos:
|  | 1. Fau 2. Fuxca 3. Gadarife 4. Arrade 5. Galabate |